# Гребащиця
Гребащиця (хорв. Grebaštica) — населений пункт у Хорватії, у Шибеницько-Книнській жупанії у складі міста Шибеник.

## Населення
Населення за даними перепису 2011 року становило 937 осіб.
Динаміка чисельності населення поселення:

## Клімат
Середня річна температура становить 15,21 °C, середня максимальна – 28,11 °C, а середня мінімальна – 2,45 °C. Середня річна кількість опадів – 718 мм.
| Клімат поселення                              | Клімат поселення | Клімат поселення | Клімат поселення | Клімат поселення | Клімат поселення | Клімат поселення | Клімат поселення | Клімат поселення | Клімат поселення | Клімат поселення | Клімат поселення | Клімат поселення | Клімат поселення |
| Показник                                      | Січ.             | Лют.             | Бер.             | Квіт.            | Трав.            | Черв.            | Лип.             | Серп.            | Вер.             | Жовт.            | Лист.            | Груд.            |                  |
| Середній максимум, °C                         | 10,93            | 11,36            | 13,96            | 17,34            | 22,38            | 26,30            | 28,11            | 27,86            | 23,78            | 19,59            | 14,48            | 10,91            |                  |
| Середня температура, °C                       | 6,69             | 7,14             | 9,70             | 13,10            | 18,14            | 22,07            | 24,94            | 24,69            | 20,61            | 16,42            | 11,30            | 7,74             |                  |
| Середній мінімум, °C                          | 2,45             | 2,89             | 5,49             | 8,86             | 13,91            | 17,83            | 21,78            | 21,53            | 17,42            | 13,26            | 8,13             | 4,57             |                  |
| Норма опадів, мм                              | 66               | 57               | 60               | 64               | 49               | 48               | 26               | 40               | 68               | 76               | 89               | 75               |                  |
| Середньомісячна швидкість вітру, м/с          | 3.07             | 3.22             | 3.33             | 3.16             | 2.78             | 2.52             | 2.56             | 2.43             | 2.70             | 2.83             | 3.44             | 3.34             |                  |
| Середньомісячна сонячна радіація, кДж/м²·день | 5419             | 8127             | 11971            | 16608            | 20667            | 23172            | 24734            | 21705            | 16157            | 10427            | 5871             | 4594             |                  |
| --------------------------------------------- | ---------------- | ---------------- | ---------------- | ---------------- | ---------------- | ---------------- | ---------------- | ---------------- | ---------------- | ---------------- | ---------------- | ---------------- | ---------------- |
| Джерело:                                      |                  |                  |                  |                  |                  |                  |                  |                  |                  |                  |                  |                  |                  |